# Кікінг-Горс (Монтана)
Кікінг-Горс (англ. Kicking Horse) — переписна місцевість (CDP) в США, в окрузі Лейк штату Монтана. Населення — 76 осіб (2020).

## Географія
Кікінг-Горс розташований за координатами 47°27′47″ пн. ш. 114°3′36″ зх. д. / 47.46306° пн. ш. 114.06000° зх. д. (47.463180, -114.059998).  За даними Бюро перепису населення США в 2010 році переписна місцевість мала площу 9,21 км², з яких 6,26 км² — суходіл та 2,95 км² — водойми.

## Демографія
Згідно з переписом 2010 року, у переписній місцевості мешкало 286 осіб у 23 домогосподарствах у складі 18 родин. Густота населення становила 31 особа/км².  Було 29 помешкань (3/км²).
Расовий склад населення:
| - 44,1 % — білих - 32,2 % — корінних американців - 7,7 % — чорних або афроамериканців - 1,0 % — азіатів - 0,7 % — вихідців з тихоокеанських островів - 7,0 % — осіб інших рас |

До двох чи більше рас належало 7,3 %. Частка іспаномовних становила 16,4 % від усіх жителів.
За віковим діапазоном населення розподілялося таким чином: 24,8 % — особи молодші 18 років, 73,5 % — особи у віці 18—64 років, 1,7 % — особи у віці 65 років та старші. Медіана віку мешканця становила 20,0 року. На 100 осіб жіночої статі у переписній місцевості припадало 127,0 чоловіків;  на 100 жінок у віці від 18 років та старших — 138,9 чоловіків також старших 18 років.
Середній дохід на одне домашнє господарство  становив 62 013 долари США (медіана — 50 909), а середній дохід на одну сім'ю — 77 174 долари (медіана — 90 208). За межею бідності перебувало 13,2 % осіб, у тому числі 0,0 % дітей у віці до 18 років та 0,0 % осіб у віці 65 років та старших.
Цивільне працевлаштоване населення становило 82 особи. Основні галузі зайнятості: будівництво — 32,9 %, фінанси, страхування та нерухомість — 18,3 %, виробництво — 8,5 %, інформація — 7,3 %.